# Rut Bryk
Linnea Rut Bryk (18 octobre 1916, à Stockholm - 14 novembre 1999, à Helsinki) est une céramiste finlandaise. Par ses gravures, ses créations textiles et ses céramiques, elle brouille les frontières entre art, artisanat et design. Elle est considérée comme une personnalité majeure de l'art céramique finlandais moderne.

## Formation et début de carrière
Les parents de Bryk sont Felix Bryk, un entomologiste autrichien spécialiste des papillons, et Aino Mäkinen. Bryk étudie le graphisme à l'école normale de Viikki en 1936-1939 et est employée en 1942 par l'entreprise Arabia à Helsinki en collaboration avec Birger Kaipiainen, Ses premières œuvres comprennent des conceptions graphiques pour des cartes de vœux et des couvertures de livres, ainsi que des objets en céramique, tels que des récipients colorés, des plateaux et des bijoux. Au milieu des années 1940, elle réalise des assiettes en faïence caractérisées par des couleurs pastel et des scènes de femmes portant des chapeaux fantaisie, de promenades dans le parc et de jeunes se faisant la cour. Ce tournant vers des scènes idylliques a été interprété comme une réponse aux horreurs de la Seconde Guerre mondiale. Les sujets sont figuratifs, souvent naïfs, poétiques et aux couleurs éclatantes.

## Fin des années 1940 - années 1950
Son travail de la fin des années 1940 et 1950 délaisse la naïveté du début pour des œuvres plus complexes et expressionnistes. Les figures commencent à être construites à partir de champs de couleur et de reliefs : cette méthode de travail crée un fort contraste entre les parties émaillées et non émaillées. Le sujet évolue également et inclut des motifs bibliques et l'architecture gothique et Renaissance.

## À partir des années 1960

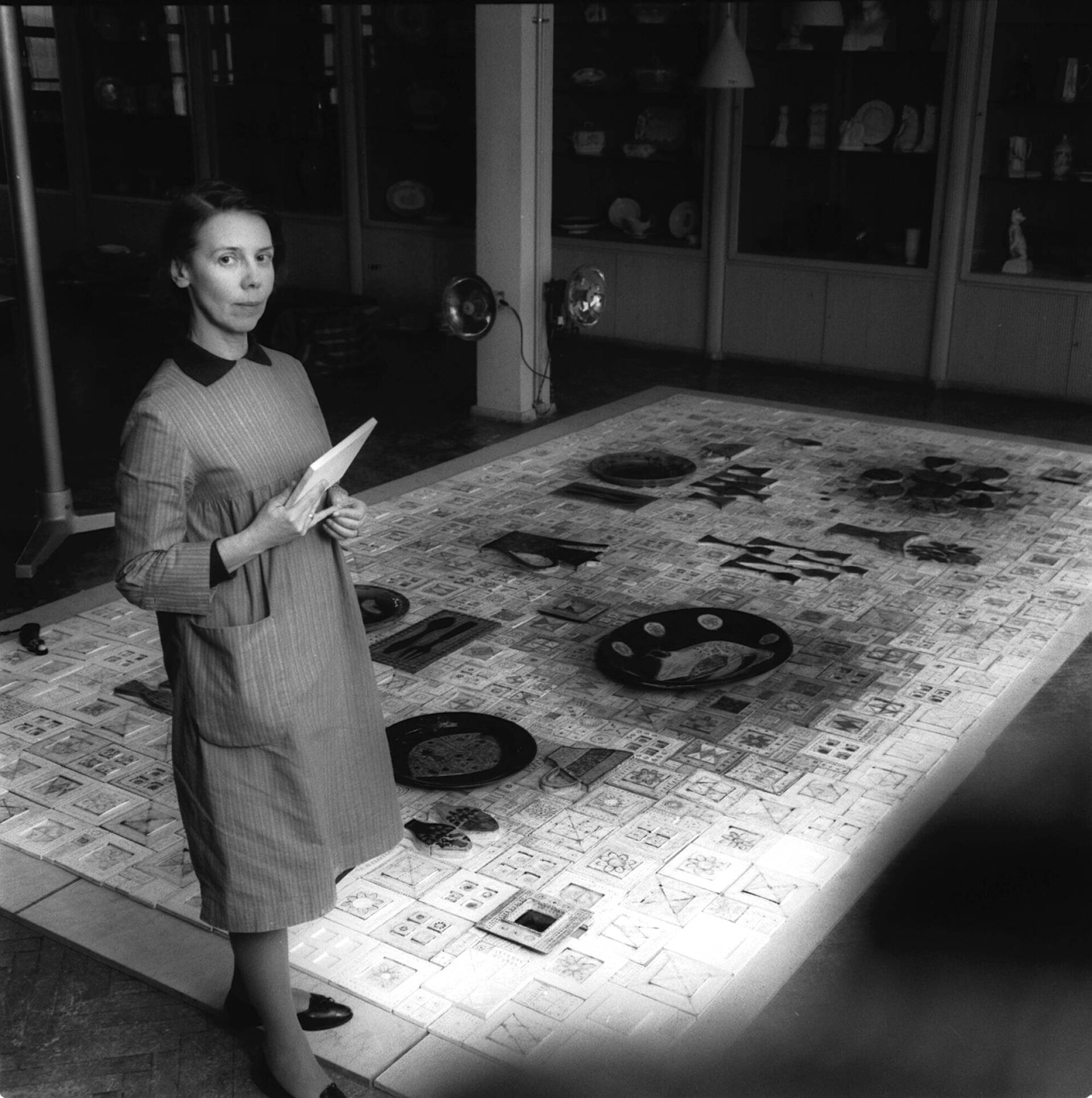
Rut Bryk devant l'une de ses oeuvres, en 1961.
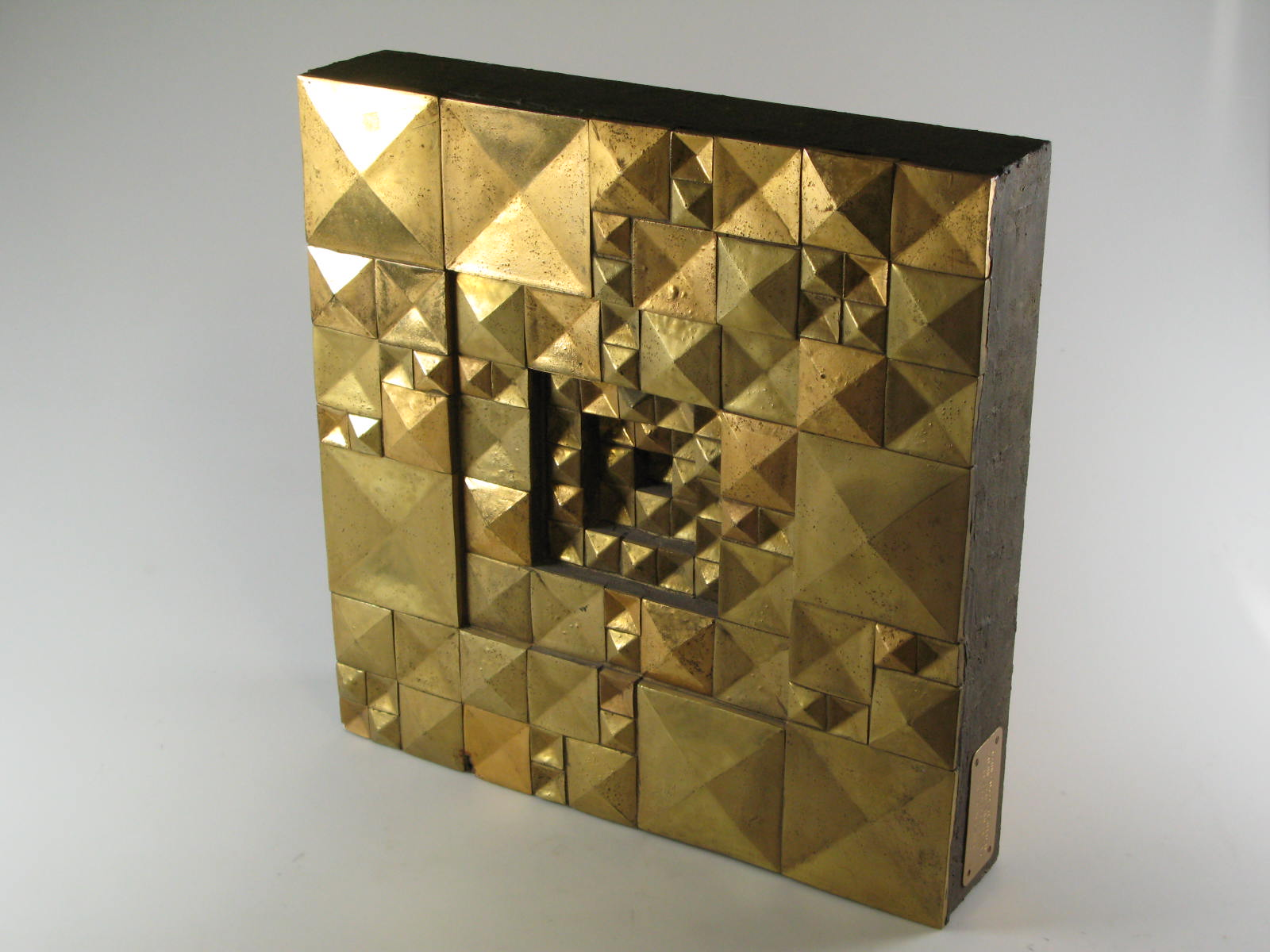
Arabia, 1973-1975.

Dans les années 1960, l'œuvre de Bryk évolue à nouveau. Elle réalise de grandes mosaïques en céramique destinées à l'espace public, réalisées à partir de petits carreaux individuels. Ses sujets, jusque-là narratifs et figuratifs, cèdent la place à l'abstraction géométrique. Elle réalise des compositions particulièrement complexes, exploitant la tridimensionnalité des carreaux et les variations de glaçure pour créer des motifs mêlant ombre, lumière et reflets.
Les œuvres les plus célèbres de Bryk sont la « Ville au soleil » (1975), l'escalier du hall de l'hôtel de ville d'Helsinki ainsi que le relief mural à sept panneaux « Ice Flow » (1987-1991), exposé à Mäntyniemi, la résidence officielle du président de la République.
Dans les années 60, Bryk se remet à la création textile et crée une collection pour Vaasan Puuvilla-Finlayson, un fabricant de coton. Les tissus ainsi créés sont vendus au mètre ou sous forme de nappes, de linge de lit et de serviettes. Bryk démontre ainsi sa maîtrise de nombreux supports variés.

## Récompenses
En 1951, Bryk remporte le premier prix de la Triennale de Milan pour ses créations de carreaux. Bryk reçoit la médaille Pro Finlandia en 1962 et le Prix national finlandais de design en 1974. Elle est décorée du titre de Chevalier de la Rose Blanche de première classe en 1982 et reçoit un doctorat honoris causa de l'Université d'Helsinki en 1994.

## Vie privée
Bryk a épousé Tapio Wirkkala et ils ont eu deux enfants : Sami Wirkkala (né en 1948) et Maaria Wirkkala (née en 1954). Sami est architecte d'intérieur et Maaria est une artiste contemporaine.
Bryk meurt à Helsinki en 1999 et est enterrée au Cimetière de Hietaniemi d'Helsinki dans la même tombe que son mari.